# Венсан Марсел
Венсан Марсел (на френски: Vincent Marcel) е френски футболист, който играе на поста крило. Състезател на Орлеан.

## Кариера

### Ница
Марсел прави дебюта си за Ница в Лига 1 на 16 август 2016 г. в мач срещу Рен.

### Витория Гимараеш
На 2 септември 2019 г. Витория (Гимараеш) обявява привличането на френския футболист.

### Локомотив (Пловдив)
На 30 юли 2021 г. Венсан подписва с пловдивския Локомотив. Прави дебюта си два дни по-късно при загубата с 1:0 като гост на Локомотив (София).

### Хебър
На 19 август 2022 г. Марсел е обявен за ново попълнение на пазарджишкия Хебър. Дебютира на 28 август при равенството 0:0 като домакин на Пирин (Благоевград).